# Karl Heinz Rechinger
Karl Heinz Rechinger (Viena, 16 d'octubre de 1906 - 30 de desembre de 1998) va ser un botànic, pteridòleg, i algòleg austríac.

## Biografia
Va començar la seva carrera científica com a assistent de Richard von Wettstein. A partir de l'any 1929 exerceix en el departament de Botànica del Museu d'Història Natural de Viena. Entre 1956 i 1957 serà Professor Visitant a Bagdad, on va fundar un herbari. i de 1963 a 1971 fou el director del Museu d'Història Natural. Es va especialitzar emfàticament en la flora de Pèrsia.

## Algunes publicacions
- 1930. Beitrag zur Kenntnis der Pilz-Flora von Aussee

- 1943. Flora Aegaea

### Llibres
- Hegi, G, HJ Conert, EJ Jäger, JW Kadereit, KH Rechinger. 1997. Illustrierte Flora von Mitteleuropa, 7 vols. en Tl.-Bdn. o. Lieferungen, vol. 3/2, Angiospermae: Dicotyledones 1 (Gebundene Ausgabe). Ed. Blackwell Wissenschafts-Verlag; 2ª ed. vollst. neubearb. A. 1264 pàg. ISBN 3-8263-2859-0

- Rechinger, KH, G Hegi. 1969. Illustrierte Flora von Mittel-Europa. Tom. 3. Teilbd. 2. Lfg. 6. Caryophyllaceae (T. 3). Ed. Hanser; 2 ed. völlig neu bearb. Aufl. 433 pàg.

- Rechinger, KH, P Aellen. 1964. Flora of lowland l'Iraq. Ed. Cramer. 746 pàg.

- Rechinger, KH, G Hegi. 1961. Illustrierte Flora von Mittel-Europa. Tom 3. Teilbd. 2. Lfg 4. [Chenopodiaceen, Melden. T. 3 / Bearb. von Paul Aellen.]. Ed. Hanser; 2 ed. 433 pàg.

- Rechinger, KH, G Hegi. 1958. Illustrierte Flora von Mittel-Europa. Bd. 3. Dicotyledones T. 1. Neubearb. o. hrsg. von Karl-Heinz Rechinger unter Mitarb. von ... Taf. von Walter Opp. Ed. Hanser; 2 ed., völlig neubearb. Aufl. 452 pàg.

- Phytogeographia Aegaea. 1953

## Honors

### Epònims
Gèneres de fungi
- Rechingerella
- Rechingeria
- Rechingeriella

Espècies de rèptils
- Elaphe rechingeri
- Eirenis rechingeri